# Marnes-la-Coquette
Marnes-la-Coquette és un municipi francès, situat al departament d'Alts del Sena i a la regió d'Illa de França.
Forma part del cantó de Saint-Cloud i del districte de Boulogne-Billancourt. I des del 2016, de la divisió Grand Paris Seine Ouest de la Metròpolis del Gran París.